# Alice Waddington

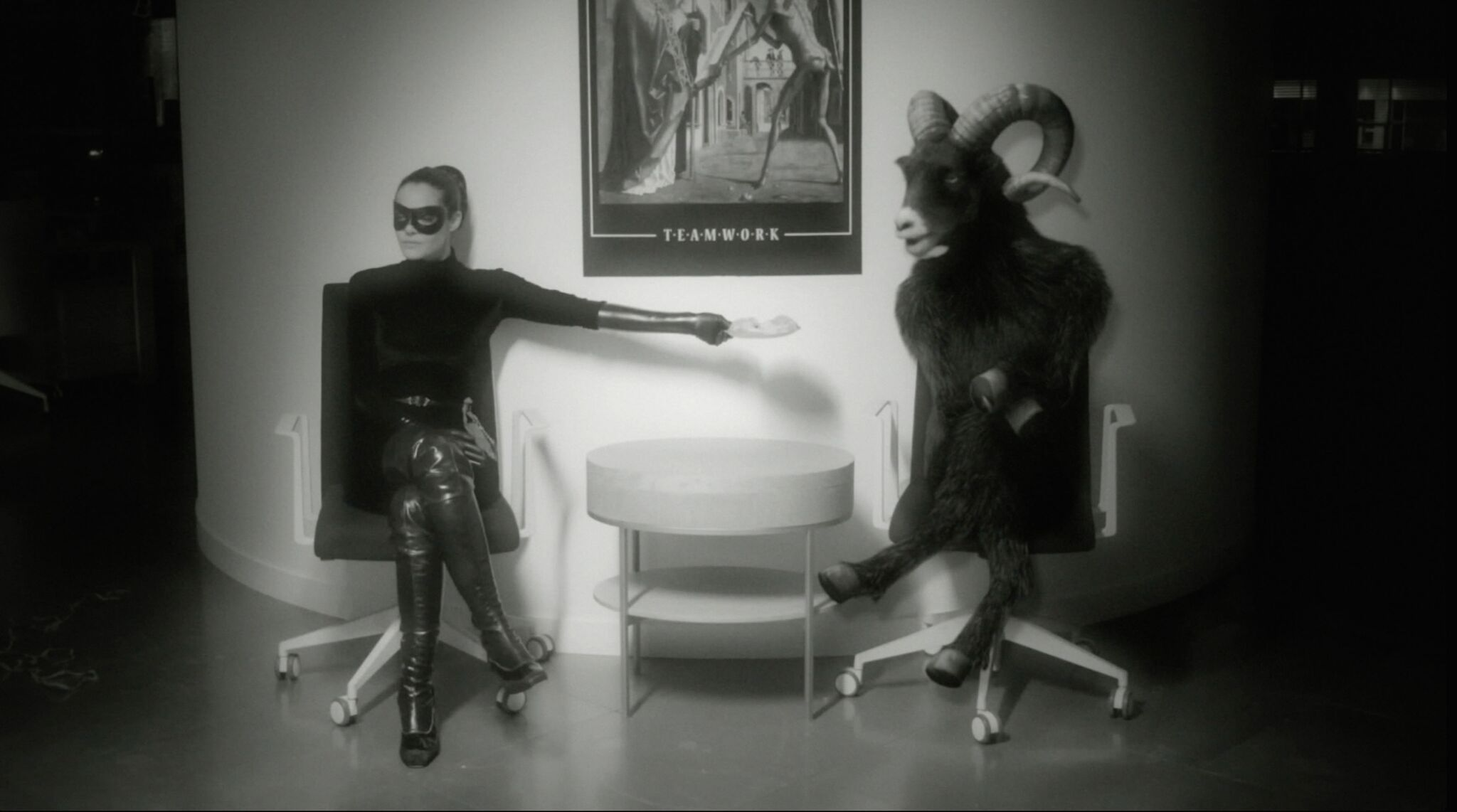
Fotograma de Disco Infierno

Alice Waddington (Bilbao, 31 de juliol de 1990) és una polifacètica artista basca.

## Trajectòria
Nascuda amb el nom d'Irene el 31 de juliol de 1990 a Bilbao, i filla d'una psicòloga catalana i un professor gallec, Waddington va adoptar el seu nom artístic als setze anys, mentre assistia com a adjunta al director de fotografia Kike López. Als 18 anys va estudiar publicitat a la Universitat del País Basc, on va començar a realitzar imatges de promoció i a dirigir pel·lícules de moda com a fotògrafa i assistent de fotografia per a les edicions espanyoles de Harper's Bazaar, Neo2 o la japonesa Kera Magazine. Als 20 anys i durant tres anys, va treballar com a creativa publicitària, productora i editora de vídeos publicitaris en les agències Leo Burnett Iberia i Social Noise, especialitzant-se com a artista de storyboard digital.
El 2014, amb l'ajut de la productora executiva mexicana Yadira Ávalos, Waddington va dedicar un any a escriure i dirigir un curtmetratge.
El seu primer curtmetratge, Disco Inferno (2015), va comptar amb la interpretació d'Aitana Sánchez-Gijón i va rebre nominacions en més de seixanta festivals internacionals de cinema, inclosos els favorits del gènere fantàstic com el Festival Internacional de Cinema de Palm Springs, el FanTasia, el Festival Internacional de cinema de Catalunya (millor curtmetratge a la secció Noves Visions) i el Fantastic Fest, que la va premiar com a Millor directora en la seva categoria.
L'any 2018, presentà el seu primer llargmetratge, Paradise Hills, amb les interpretacions d'Emma Roberts i Milla Jovovich, es va estrenar al Festival de Cinema de Sundance i és una distopia feminista que pren la forma d'un «exercici de desbordant imaginació visual a través de la història d'un grup de noies tancades en un internat on s'intenta corregir els seus defectes i anul·lar la seva personalitat a força d'una teràpia repressiva».

## Filmografia
- 2015: Disco Infierno
- 2019: Paradise Hills[7]